# Abrego kommun, Colombia
Abrego är en kommun i Colombia.   Den ligger i departementet Norte de Santander, i den norra delen av landet, 400 km norr om huvudstaden Bogotá. Antalet invånare är 34 492. Arean är 1,6 kvadratkilometer.
Terrängen i Abrego är en högslätt.